# Arta elenistică
Arta elenistică reprezintă arta greacă realizată în perioada elenismului, epocă datată în mod convențional de la moartea lui Alexandru cel Mare (323 î.C.) până la cucerirea Egiptului ptolemeic (ultimul stat elenistic independent) de către romani în anul 31 î.C. Perioada succesivă în arta bazinului mediteranian este arta romană, care s-a dezvoltat sub puternica influență a artei elenistice.

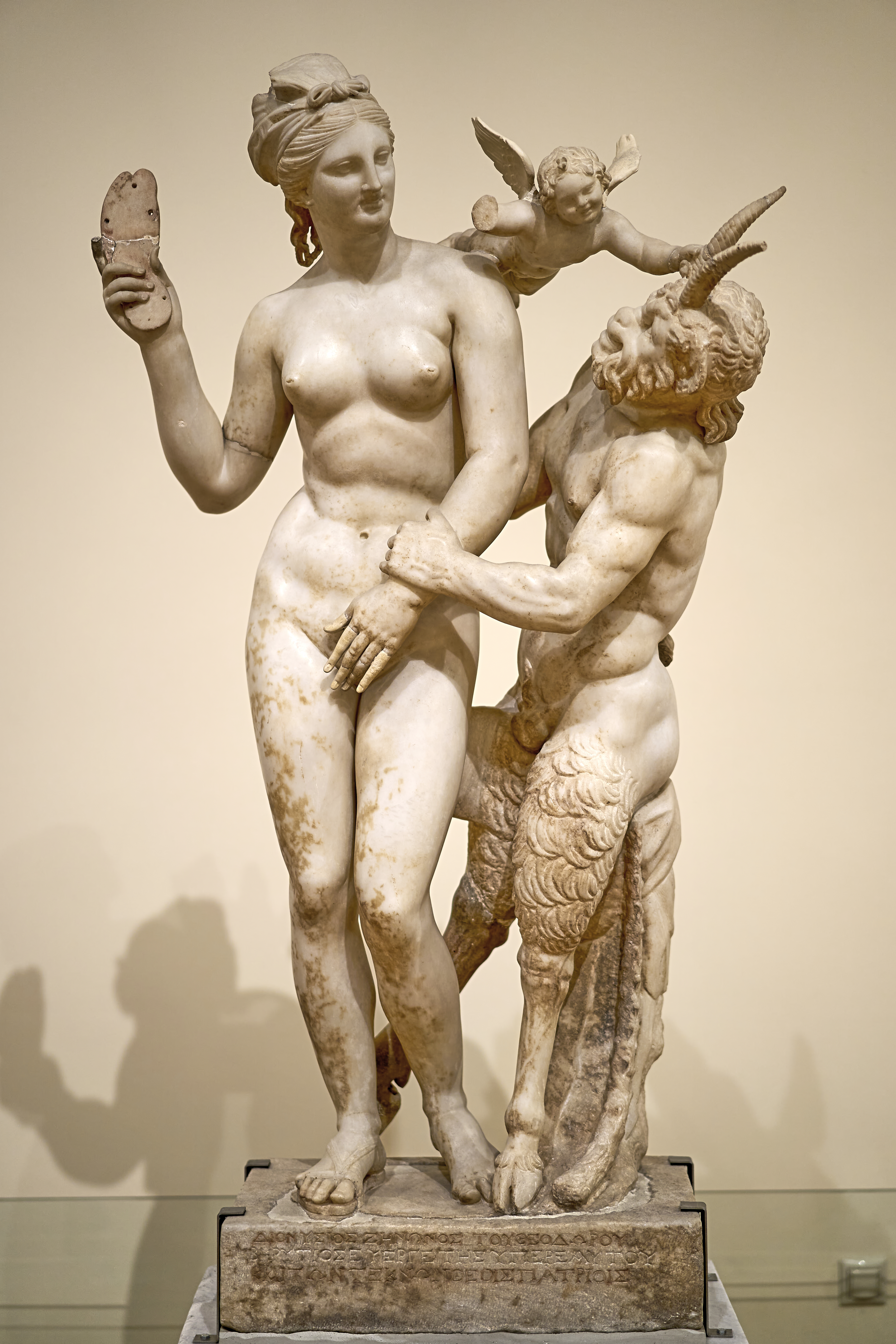
Afrodita, Pan şi Eros (sfârşitul secolului al II-lea î.Ch) - Muzeul arheologic naţional, Atena

Termenul "elenism", introdus de istoricul german Johann Gustav Droysen în secolul al XIX-lea (în limba germană: Hellenismus), implică o vastă arie geografică și o îndelungată perioadă de timp, fapt din care decurge și o mare varietate a producțiilor artistice din epoca respectivă. Arta elenistică a fost mult timp considerată decadentă în comparație cu "epoca de aur" a clasicismului atenian. Plinius cel Bătrân, în "Istoria Naturală" (XXXIV, 52), după ce descrie sculptura din perioada clasică, scrie: "Cessavit deinde ars" ("după aceea arta a dispărut"). Totuși, un număr de opere ale artei grecești dintre cele mai cunoscute, ca Venus din Milo, grupul Laocoon sau Victoria din Samothrace, aparțin tocmai acestei epoci. Noi metode istoriografice precum și descoperiri arheologice recente au permis o apreciere mai corectă a bogăției artistice din era elenistică.

## Condiții istorice
Evenimentul crucial care a determinat apariția culturii elenistice a fost criza politică a orașelor-state (polis) grecești. În urma campaniilor militare ale lui Alexandru cel Mare, aceste orașe au fost integrate în regatul macedonean; în același timp, prin victoria Greciei unite împotriva Persiei și supunerea unui imens teritoriu, s-a extins și s-a impus cultura și civilizația greacă în tot bazinul răsăritean al Mării Mediterane, până în orientul mijlociu. După moartea lui Alexandru și în urma luptelor de succesiune, imensul imperiu se împarte între trei dinastii: dinastia ptolemeică în Egipt (capitala: Alexandria), dinastia seleucidă în Siria, Mesopotamia și Persia (capitala: Antiohia) și dinastia antigonidă în Macedonia și Grecia centrală (capitala: Pella). "Diadohii" (suveranii elenistici) au favorizat stabilirea grecilor și a macedonenilor în teritoriile de sub stăpânirea lor. Mai târziu, în anul 263 î.Ch., ia naștere regatul independent din Asia Mică cu capitala la Pergamon, sub dinastia attalidă.
În această perioadă, până la începutul cuceririlor romane, civilizația elenistică atinge o dezvoltare maximă, caracterizată de un puternic dinamism, condiționat - printre altele - de intense schimburi comerciale. Determinantă era existența unei clase conducătoare de origine greacă, care a impus limba, cultura și obceiurile comune grecești, absorbind în același timp importante elemente din tradițiile populației locale.

## Caracteristici generale

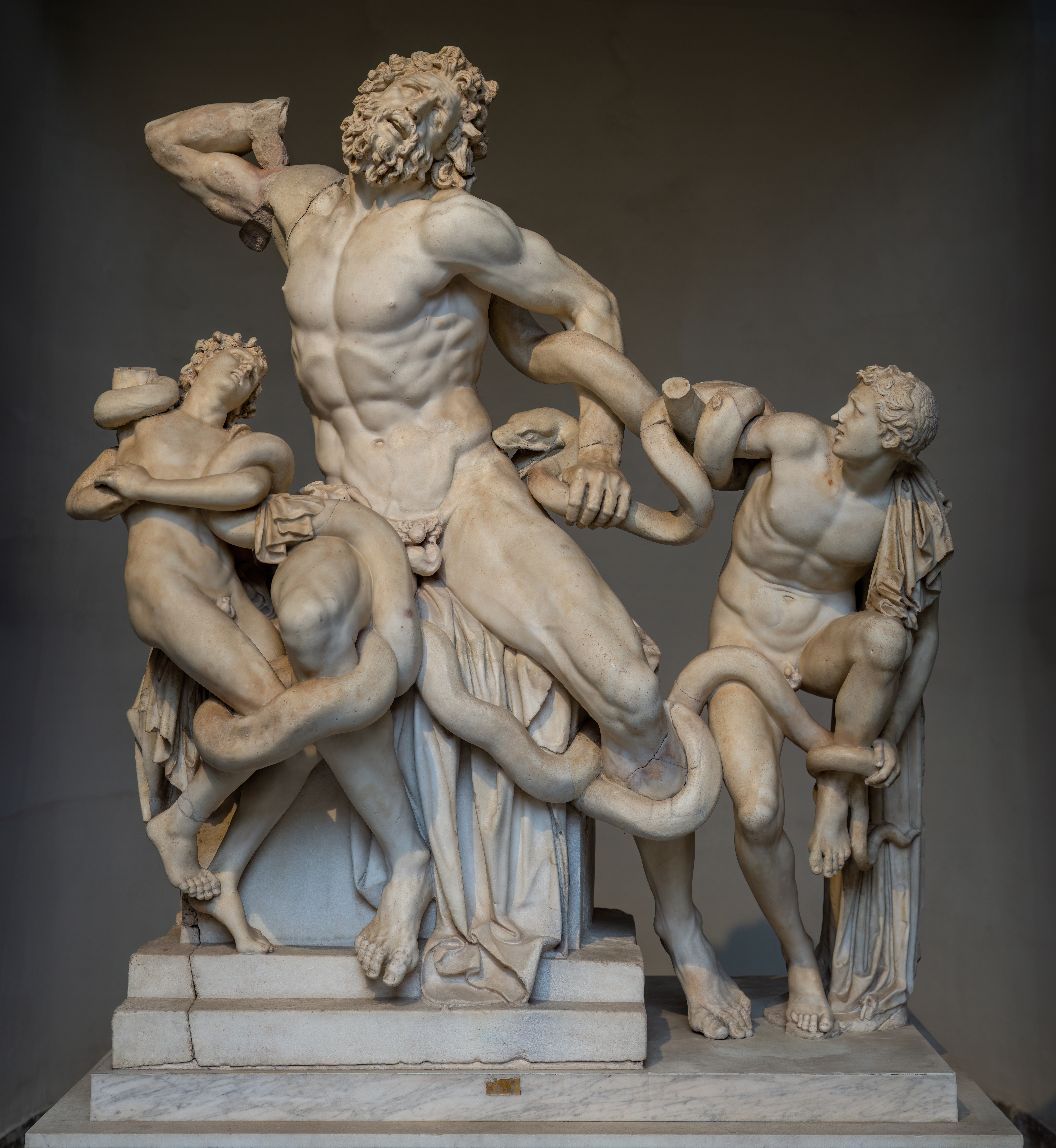
Grupul Laoocon (copie în marmoră de sculptorii Agesandros, Athenedoros şi Polydoros, după un original din secolul al II-lea î.Ch.) - Musei Vaticani, Roma

Arta elenistică, ca și alte manifestări ale culturii și civilizației din epoca respectivă, s-a dezvoltat din simbioza dintre clasicismul artistic grec și tradițiile popoarelor din Asia Mică, Siria, Fenicia, Mesopotamia, Persia și Egipt, datorită schimburilor permanente dintre dominatori și localnici. Suveranii elenistici, urmând exemplul lui Alexandru, au favorizat propria lor divinizare, în interesul dominării unor teritorii atât de întinse. Dispariția orașelor-state (polis) a schimbat în mod esențial obiectivele literaților, artiștilor și filosofilor. Comenzile operelor de artă nu au mai fost efectuate de orașele grecești, ele au fost preluate de marile centre culurale orientale și de curțile suveranilor, în dorința de a înfrumuseța propriile lor reședințe. Centrul cultural al elenismului a fost în cea mai mare măsură Alexandria, unde au apărut noi discipline în domenii specializate (medicina, filologia, matematica, astronomia, științele naturii etc.), în timp ce Atena își menține rolul de centru filosofic, cu apariția de noi curente, ca scepticismul, stoicismul, epicureismul etc., cu o preocupare deosebită pentru aspectele legate de viața interioară și de psihologie.
Acest univers cultural se reflectă și în producția artistică, unde se întâlnesc orientări noi: din observația științifică se dezvoltă tendința spre realism, din studiul aspectelor private ale vieții umane apar reprezentări psihologice și profund expresive ale fizionomiilor omenești. Se observă o preocupare deosbită pentru mișcare, grandoare, efecte scenografice și de grup, în special în perioada cuprinsă între 323 î.Ch. și 150 î.Ch. Mai târziu, se revine în parte la tendințe clasiciste, cu mai multă sobrietate.

## Arhitectură

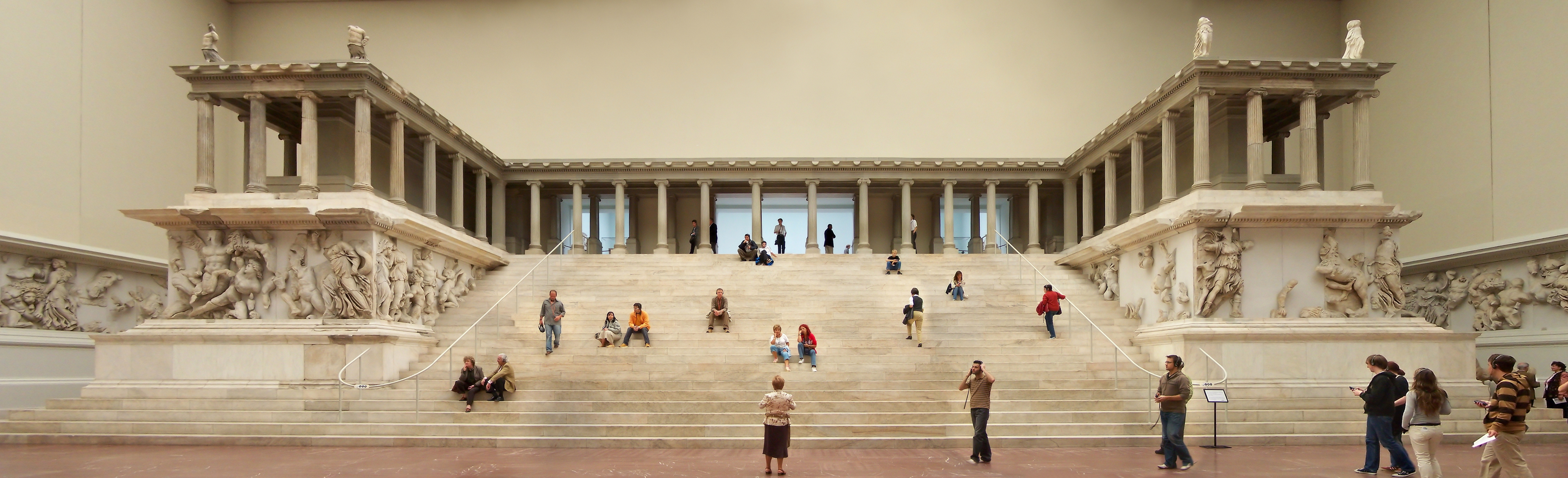
Altarul lui Zeus din Pergamon (reconstrucţie parţială) - Pergamonmuseum, Berlin

Arhitectura elenistică, în comparație cu cea clasică, are un caracter pronunțat eclectic, care se manifestă încă de la început prin tendința la suprapunere a stilurilor doric, ionic și corintic, corespunzătoare efectelor scenografice cu efecte decorative. Conform exigențelor curților domnitoare, apar edificii cu aspecte noi, gimnazii (gymnasion), palestre și teatre, se experimentează inovații stilistice la construcția galeriilor cu porticuri (arcade) și peristiluri (curți interioare), a străzilor prevăzute cu coloane, ca loc de promenadă, din unele orașe (Delos, Atena, Milet, Eleusis și Pergamon). Și arhitectura religioasă, încă fidelă canoanelor clasice, resimte efectele noilor tendințe privind statica templelor, cu dispoziție circulară (tholos) și esedră semicirculară. Apare un nou tip arhitectonic, și anume altarul monumental, ca Altarul lui Zeus din Pergamon. Diverșii regi attalizi construiesc în etape succesive un complex arhitectural colosal. Clădirile sunt dispuse în formă de evantai în jurul acropolei, pentru a ține seamă de natura terenului. Agora, situată pe o terasă mai joasă, înconjurată de o galerie de coloane sau stoai, este punctul de plecare al unei străzi care traversează întreaga acropolă. Pe o parte se află clădirile administrative, politice și militare, pe cealaltă sanctuarele, dintre care marele altar monumental, prevăzut cu frize ce reprezintă zeități și giganți din cultul tradițional grec, capodoperă a sculpturii elenistice.
Este epoca realizărilor gigante din arhitectură: amfiteatrul din Pergamon cu o capacitate de cca. 10.000 spectatori, templul lui Apollo din Didyma, opera arhitecților Daphnis din Milet și Paionios din Efes.

## Sculptură
În timpul perioadei elenistice sculptura capătă accentuate trăsături naturalistice, abandonând într-o oarecare măsură idealurile de frumusețe și perfecțiune fizică, caracteristice epocii clasice. Personaje comune, animale și scene domestice, subiecte exotice devin teme obișnuite ale sculpturilor, comandate de familiile înstărite pentru decorarea vilelor și grădinilor. Alături de sculptura decorativă, tipică pentru școlile din Rodos și Alexandria, se dezvoltă și una mai sobră destinată templelor și locurilor publice. Dar chiar și acestea produc efecte dramatice și plastice neobișnuite pentru canoanele estetice ale artei grecești clasice.
Unele dintre cele mai cunoscute sculpturi elenistice, ca Victoria din Samotrace, Venus din Milo, Soldat gal murind sau Grupul Laocoon, reprezintă teme clasice, dar prelucrarea lor este mult mai senzuală, emotivă, plină de pathos și de dramatism, departe de frumusețea austeră caracteristică subiectelor analoge ale sculpturii din perioada clasică. În marea sculptură statuară, artiștii explorează teme ca suferința, somnul sau bătrânețea. Astfel Faunul Barberini (în prezent în "Gliptoteca" din München) reprezintă un satir adormit, cu o figură anxioasă, ca în prada unor coșmaruri. Laocoon, sufocat de șerpi, cu o față crispată de durere, încearcă disperat să scape de strânsoarea lor.
Galerie

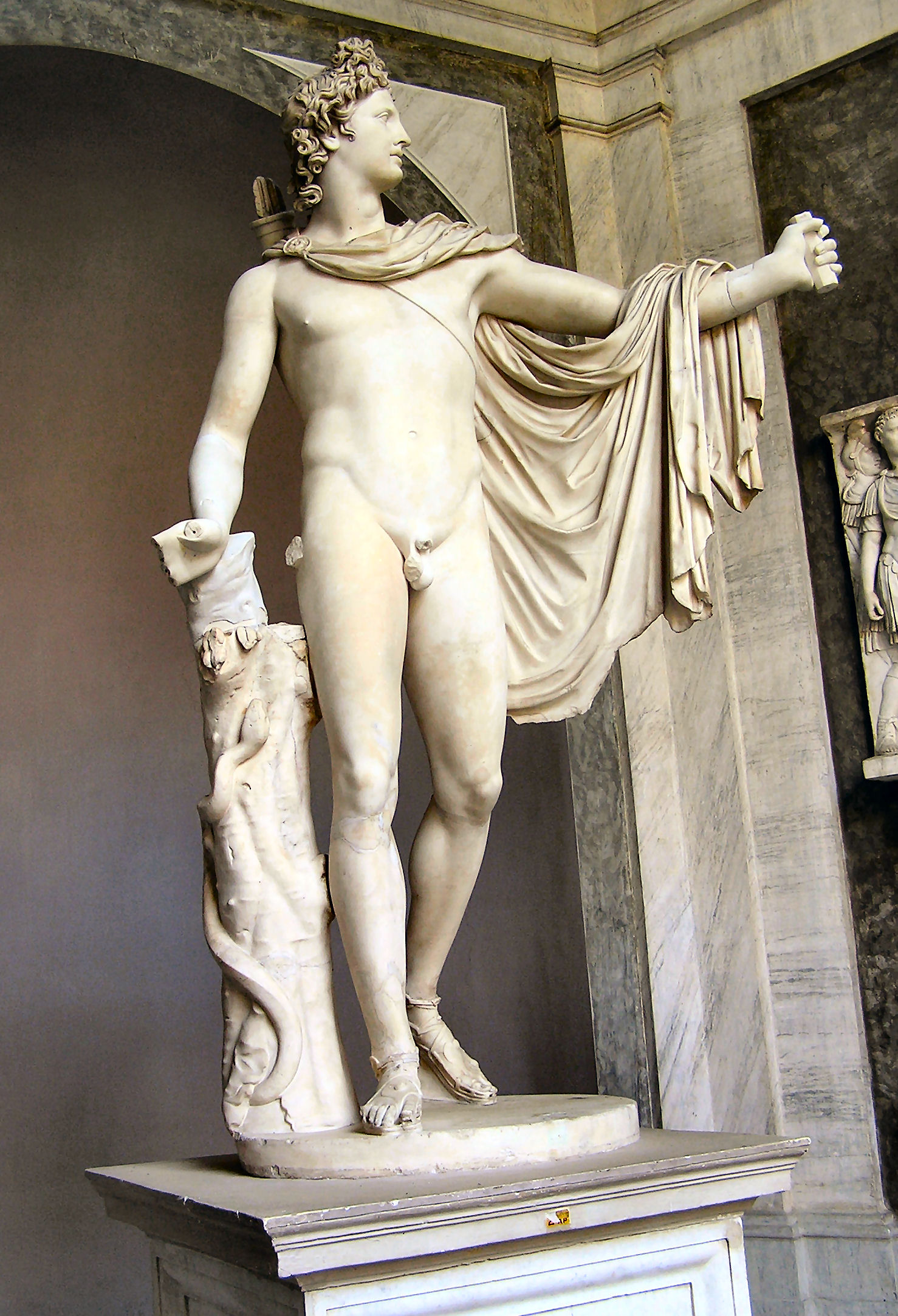
Apollo din Belvedere, Musei Vaticani, Roma
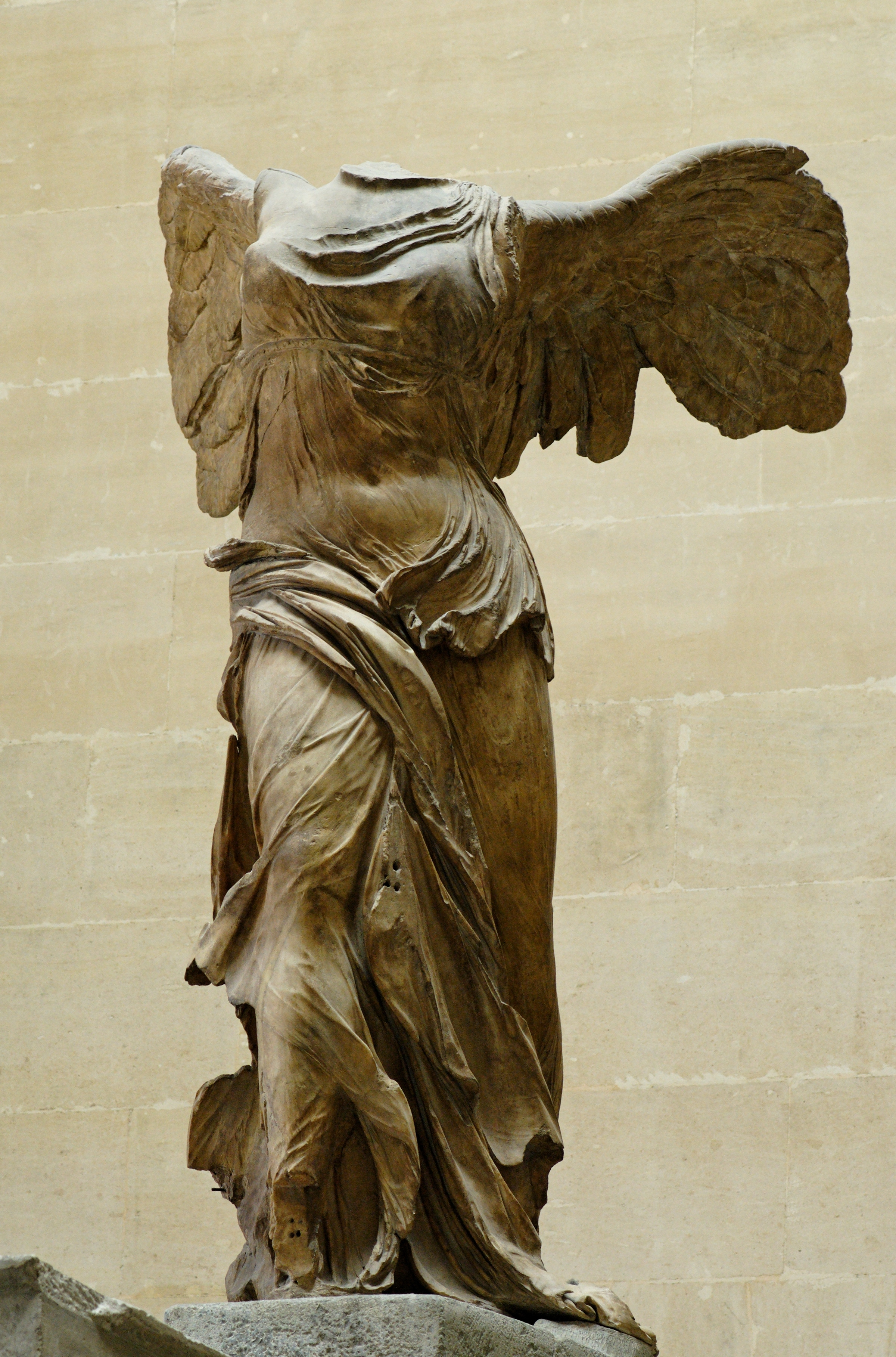
Nike (Victoria) din Samothrace, Muzeul Louvre, Paris
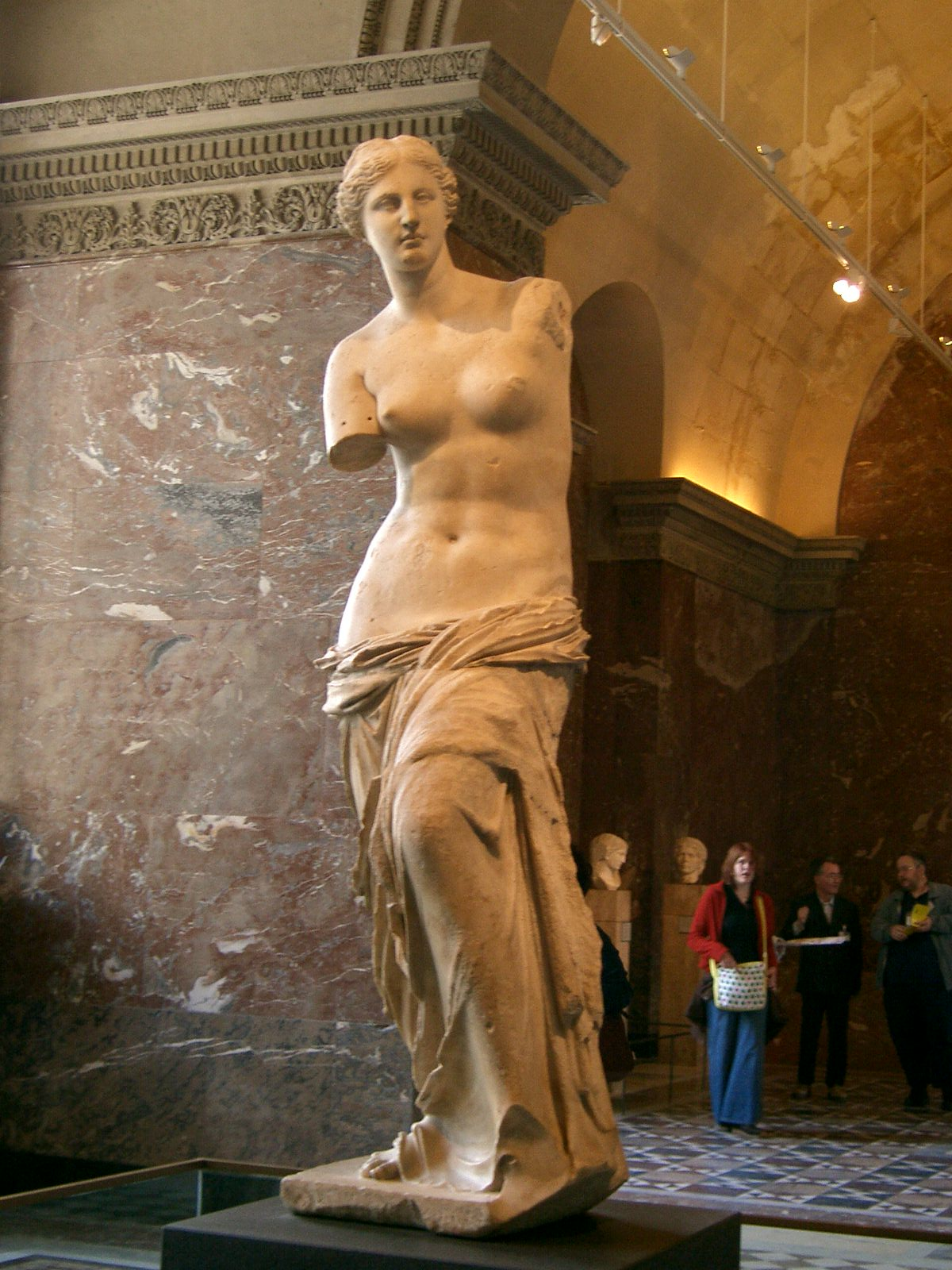
Venus din Milo, Muzeul Louvre, Paris
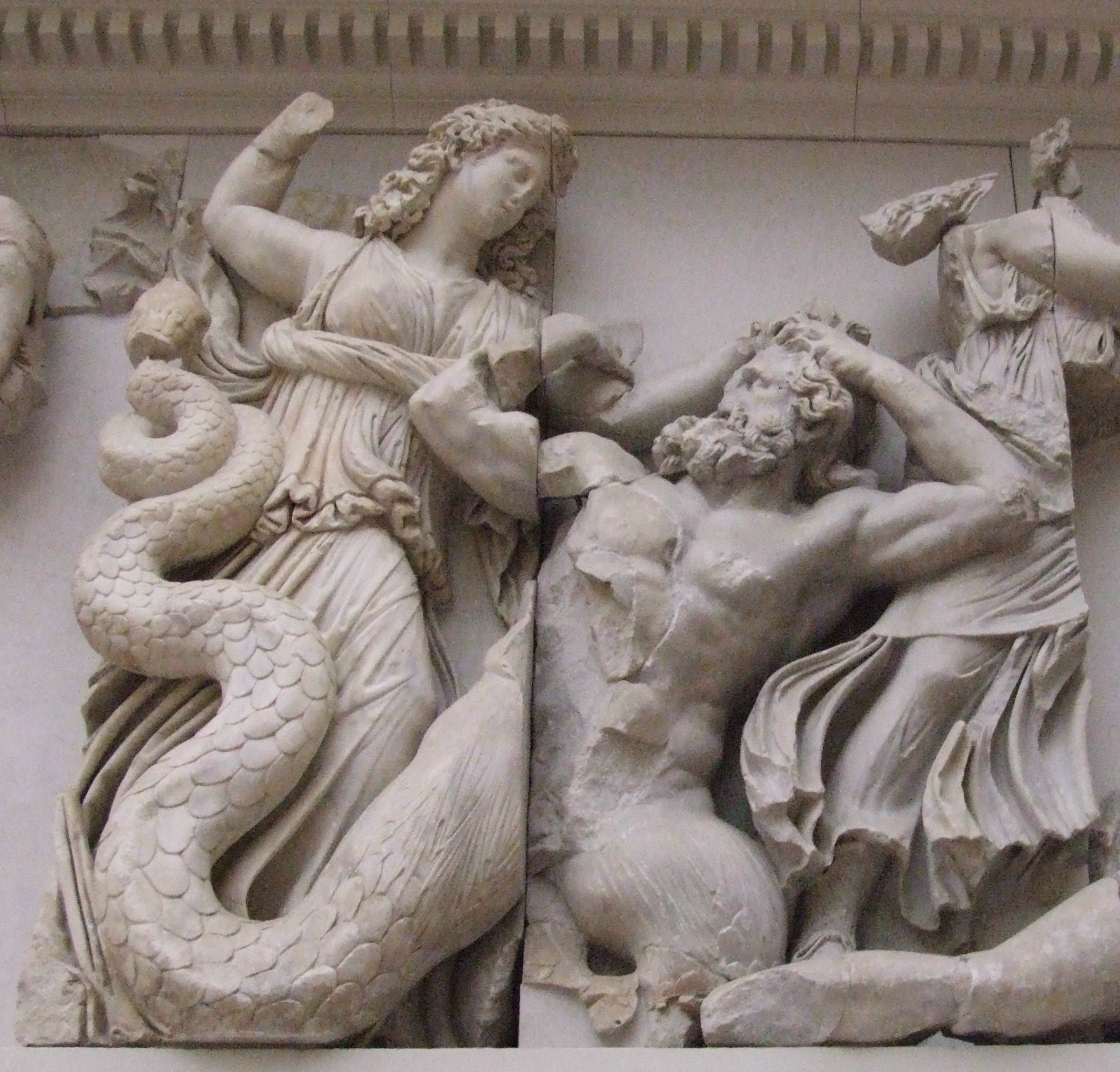
Gigantomachia (detaliu), Friză pe Altarul lui Zeus din Pergamon

Complexul din Pergamon se distinge nu numai prin ansamblul arhitectonic, ci și prin operele sculpturale, ce aparțin unui așa zis "baroc pergamonian". Sculpturile ce alcătuiesc frizele Altarului lui Zeus, întinse pe 110 metri, printre care "Gigantomachia", pun în scenă momente dureroase redate în mod expresiv prin compoziții tridimensionale, adesea sub forma unui supra-realism anatomic. Expresia sentimentelor, forța detaliilor și violența mișcărilor sunt caracteristicile stilului pergamonian.

### Portretul
În perioada elenistică începu și practicarea artei portretului, până atunci neobișnuită la vechii greci. Marea personalitate a lui Lysipp precum și schimbarea condițiilor sociale și culturale au îndepărtat și ultimele reticențe din calea artei portretistice, prin care erau redate în mod fidel trăsăturile somatice ale personajelor reprezentate. În portretul lui Alexandru cel Mare, Lysipp transformă defectul fizic al suveranului, care îl obliga să țină capul ușor înclinat spre umărul stâng, într-o atitudine îndreptată spre înălțimi, care îi conferă o impresie de contact cu divinitățile. Lui Lyssip i se atribuie mai multe portrete ale lui Aristotel, executate când filosoful era încă în viață, acel reconstruit al lui Socrate și unul reprezentându-l pe Euripide,  care impresionează printr-o puternică latură psihologică, în concordanță cu viața reală a personajelor.  

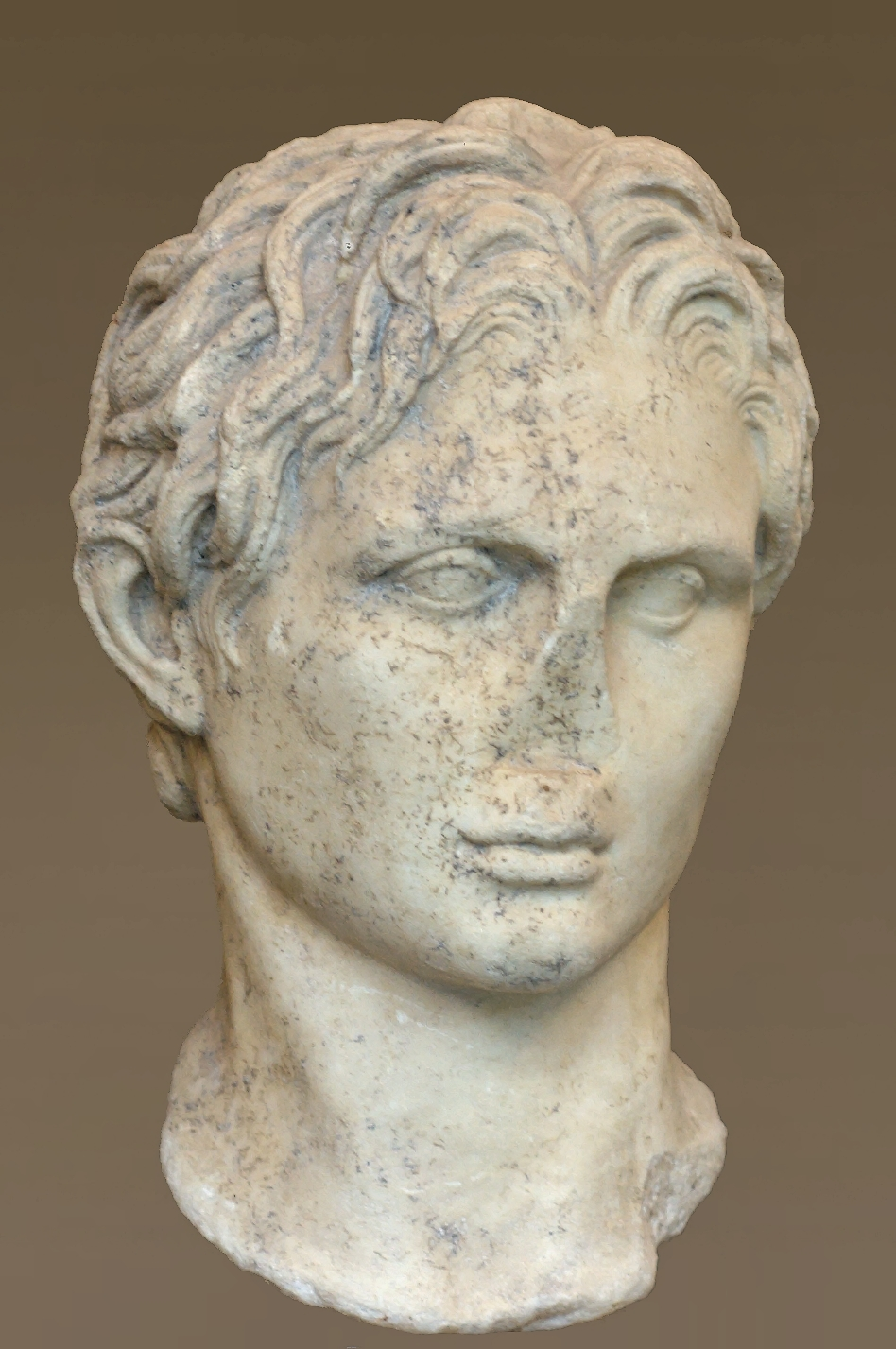
Lysipp: Alexandru cel Mare
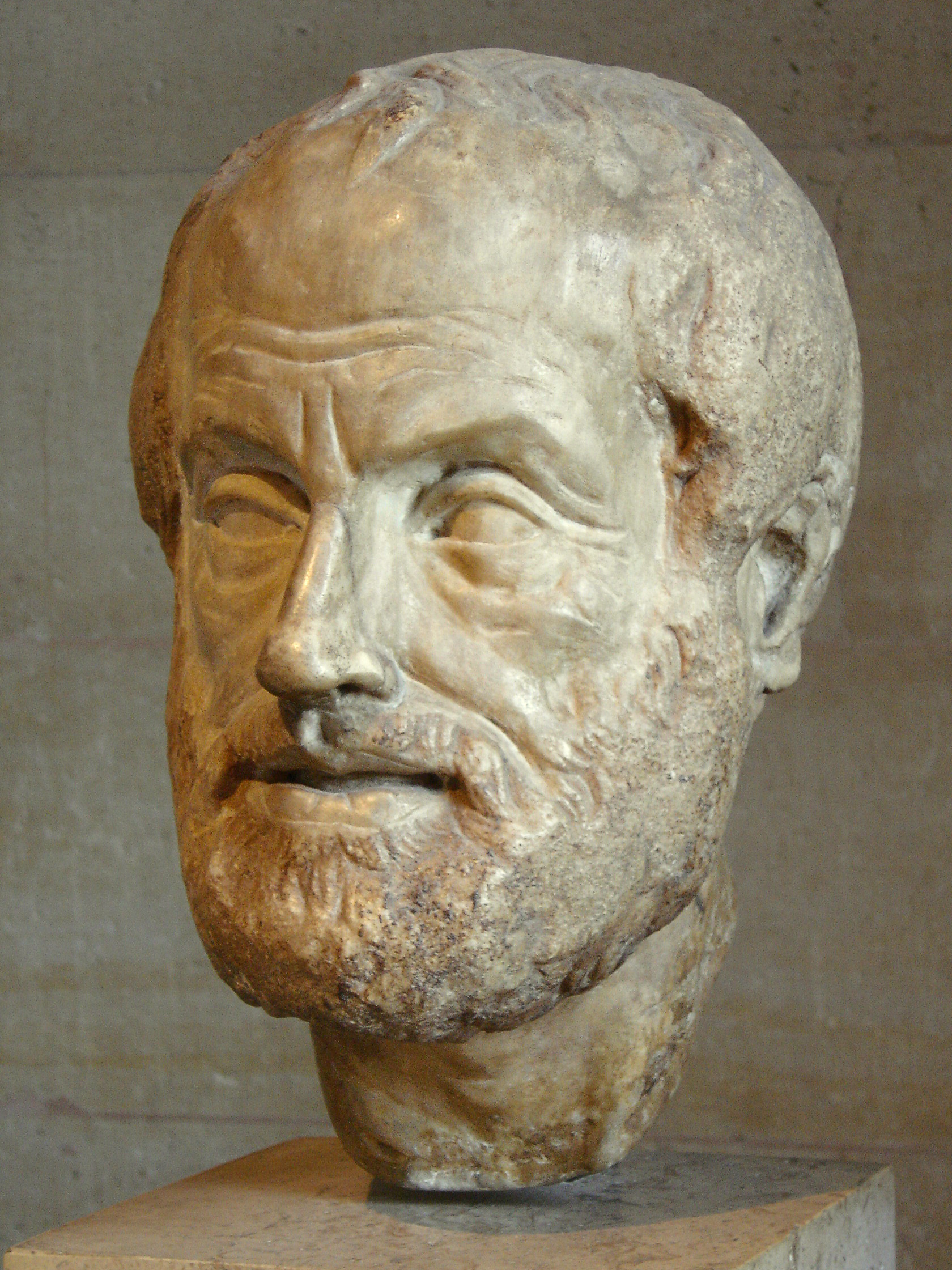
Lysipp: Aristotel
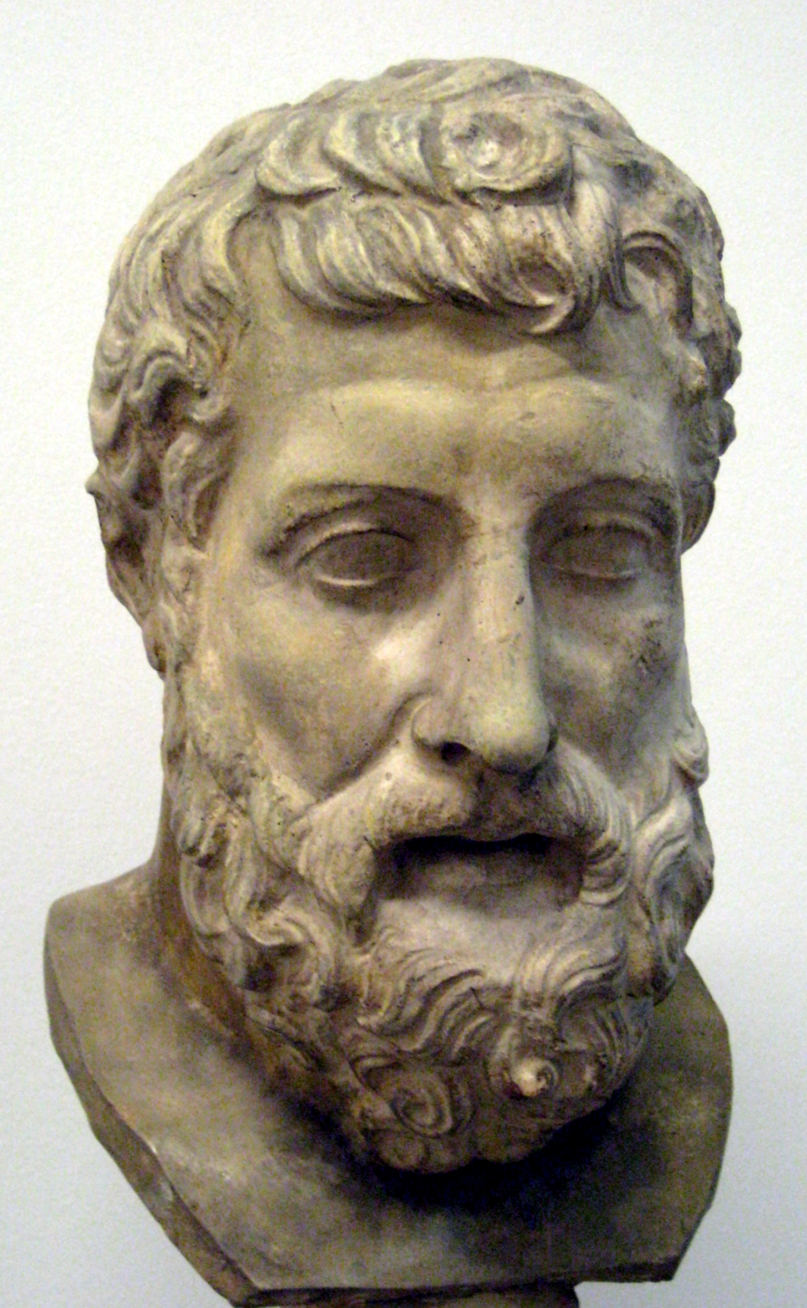
Hermarch din Mytilene (autor necunoscut)
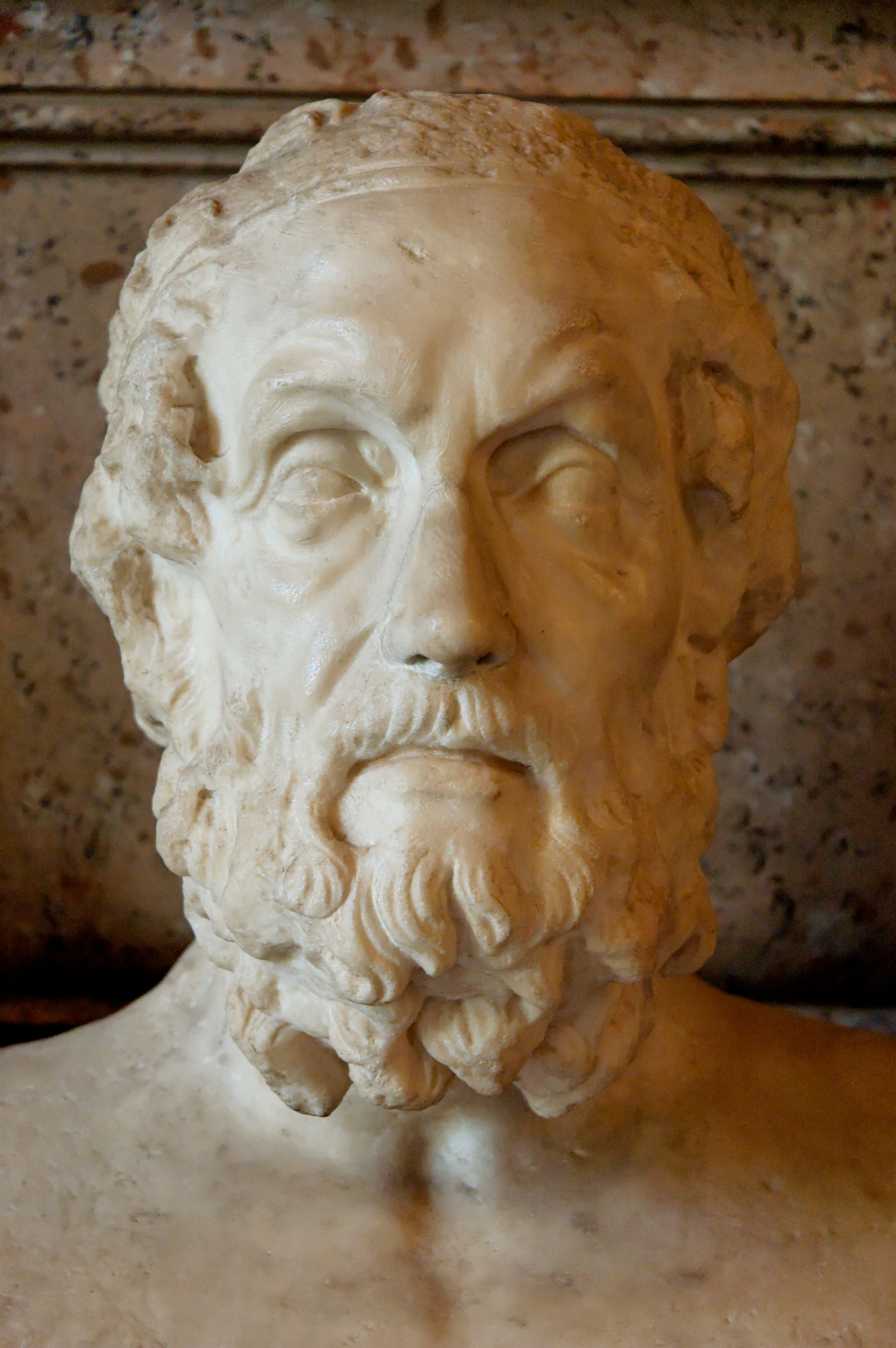
Homer copie romană după un original elenistic

După Lysipp, în secolele II și I î.Ch., are loc o amplă dezvoltare a artei portretelor, nu numai ale persoanelor ilustre, dar și ale simplilor particulari. Printre capodoperele acestei perioade sunt de menționat portretul lui Demostene și al filosofului epicurean, Hermarch din Mytilene, sau pateticul portret al lui Euthydem din Battriana. În portretele personajelor oficiale, erau accentuate valențele nobile, cu expresii hieratice și detașate (portretele regilor Antioh al III-lea din Siria, al lui Ptolemeu al III-lea, al lui Mitridate al VI-lea etc.). Numele celor mai mulți din autorii acestor sculpturi-portrete au rămas necunoscute.

## Pictură și mozaicuri

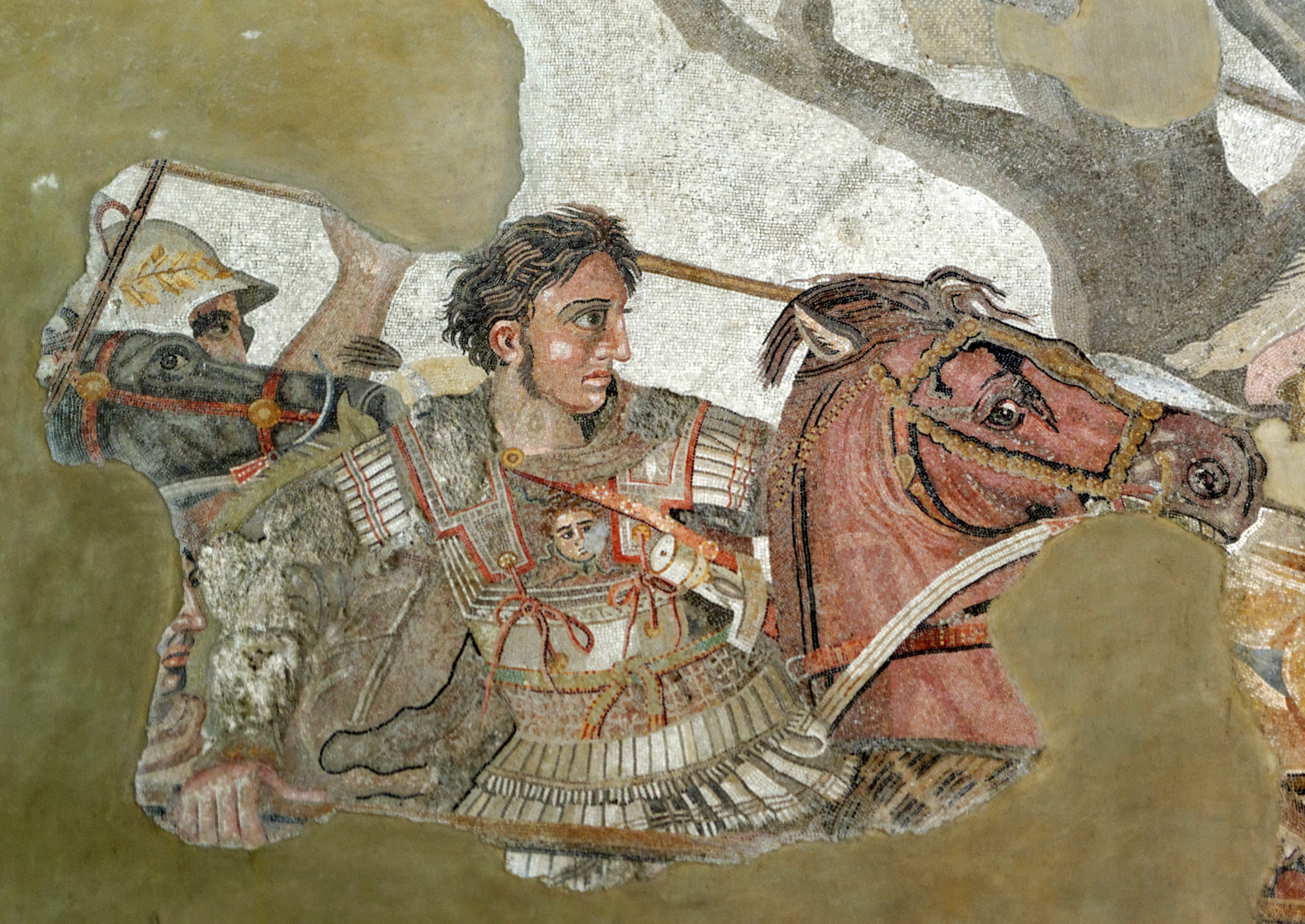
Alexandru cel Mare în bătălia de la Issus, mozaic găsit într-o vilă din Pompei, în prezent în Muzeul Arheologic din Neapole

Puține exemplare de picturi murale grecești au rezistat timpului. Unele mozaicuri, copii ale unor fresce, furnizează informații asupra picturii din acea epocă. Astfel celebrul mozaic găsit la Pompei, reprezentându-l pe Alexandru cel Mare în bătălia cu perșii de la Issus, este copia unei opere descrise de Pliniu cel Bătrân ca fiind executată de pictorul Filoxen din Eritreia la sfârșitul secolului al IV-lea î.Ch. Descoperiri arheologice recente, cum ar fi la cimitirul din Pagases sau la Vergina (în 1987), în vechiul regat al Macedoniei, au dat la iveală unele opere originale. Astfel în mormântul, probabil al regelui Filip al II-lea, s-a găsit o mare friză reprezentând o scenă de vânătoare a unui leu, o compoziție remarcabilă prin dispunerea personajelor în spațiu și prin reprezentarea realistă a naturii.
Interesante sunt și mozaicurile realizate de Sosos din Pergamon, în secolul al II-lea î.Ch., de ex. cele aflate în prezent în Muzeul din Vatican, sau compoziția "Bazin de apă cu porumbei", aflat la Muzeul Capitolin din Roma.

## Ceramică

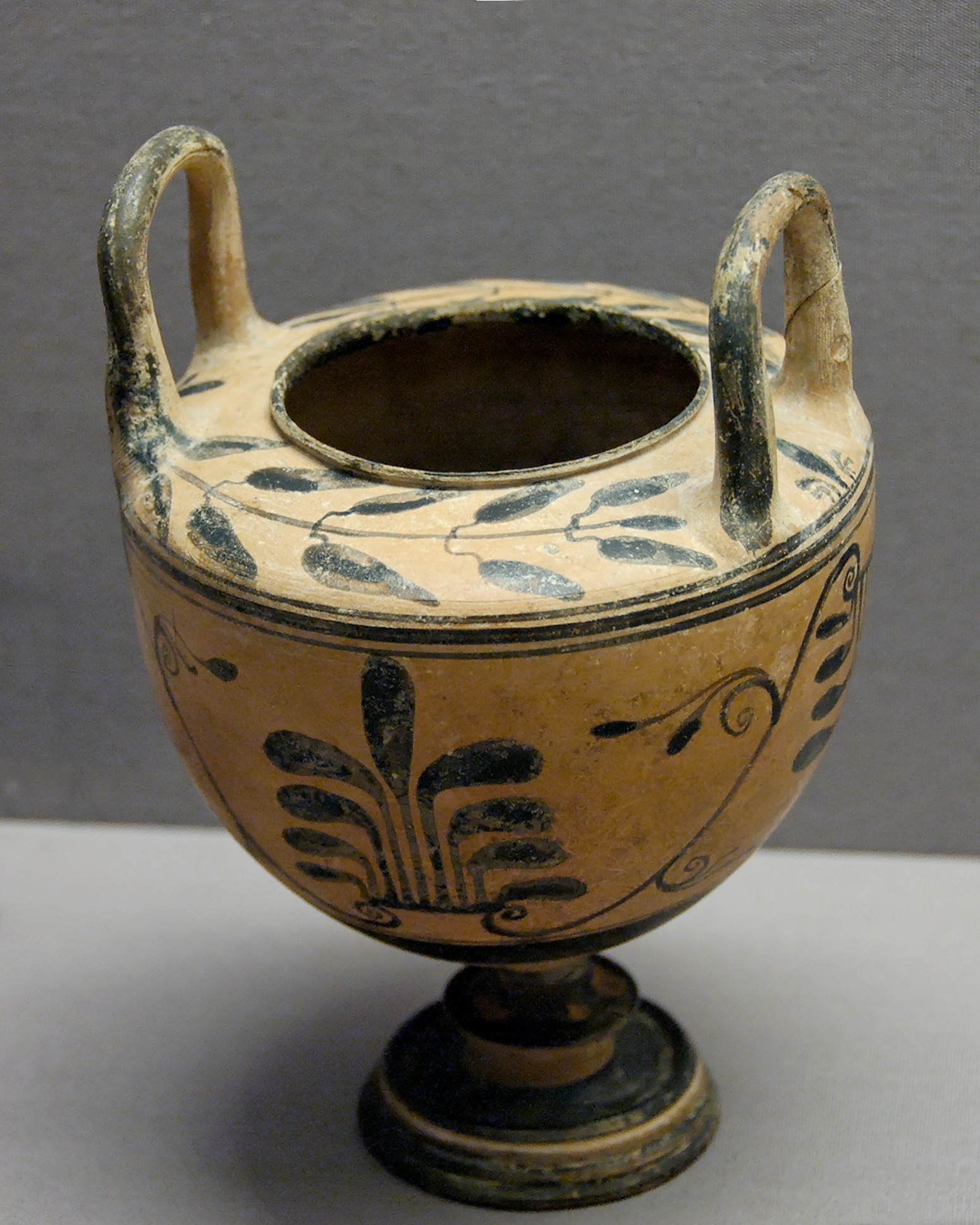
Pyxidă decorată cu frunze de palmier şi flori stilizate. British Museum, Londra

Epoca elenistică marchează un declin al picturii pe vase. Vasele cele mai răspândite sunt de culoare închisă, decorate cu motive simple stilizate de flori și ghirlande.
În această epocă apar vase cu motive în relief, imitând vasele din metale prețioase. Formele vaselor de ceramică se inspiră de asemenea din tradiția vaselor de metal, cele mai multe sub formă de ulcioare pentru vin.
În același timp persistă tradiția picturii figurative policrome: artiștii caută o varietate mai mare de tonuri decât în trecut. Totuși, culorile folosite sunt mult mai delicate și nu suportă temperatura ridicată a focului. Fragilitatea pigmenților nu permite o utilizare fecventă a vaselor, culorile nu rezistă cu trecerea timpului.
Exemplarele cele ma representative provin din Centuripio (Sicilia), unde în secolul al III-lea î.Ch. era în funcțiune un atelier renumit de ceramică. Vasele sunt caracterizate de un fond roz, personajele, adesea feminine, au veșminte colorate: albastru-violet, galben, alb. Stilul acestor producții amintește de vasele găsite la Pompei și au trăsături comune cu pictura contemporană.

## Arte "minore"

### Prelucrare artistică a metalelor
Prelucrarea vaselor de metal a căpătat în epoca elenistică o deosebită amploare. La Derveni nu departe de Salonic, s-a găsit un vas de bronz în greutate de 40 kg., datând aproximativ, din anul 320 î.Ch., decorat cu o friză în relief, reprezentându-i pe Dionysos și Ariane. Gâtul vasului este decorat cu motive ornamentale, iar mai jos sunt reprezentați patru satiri.

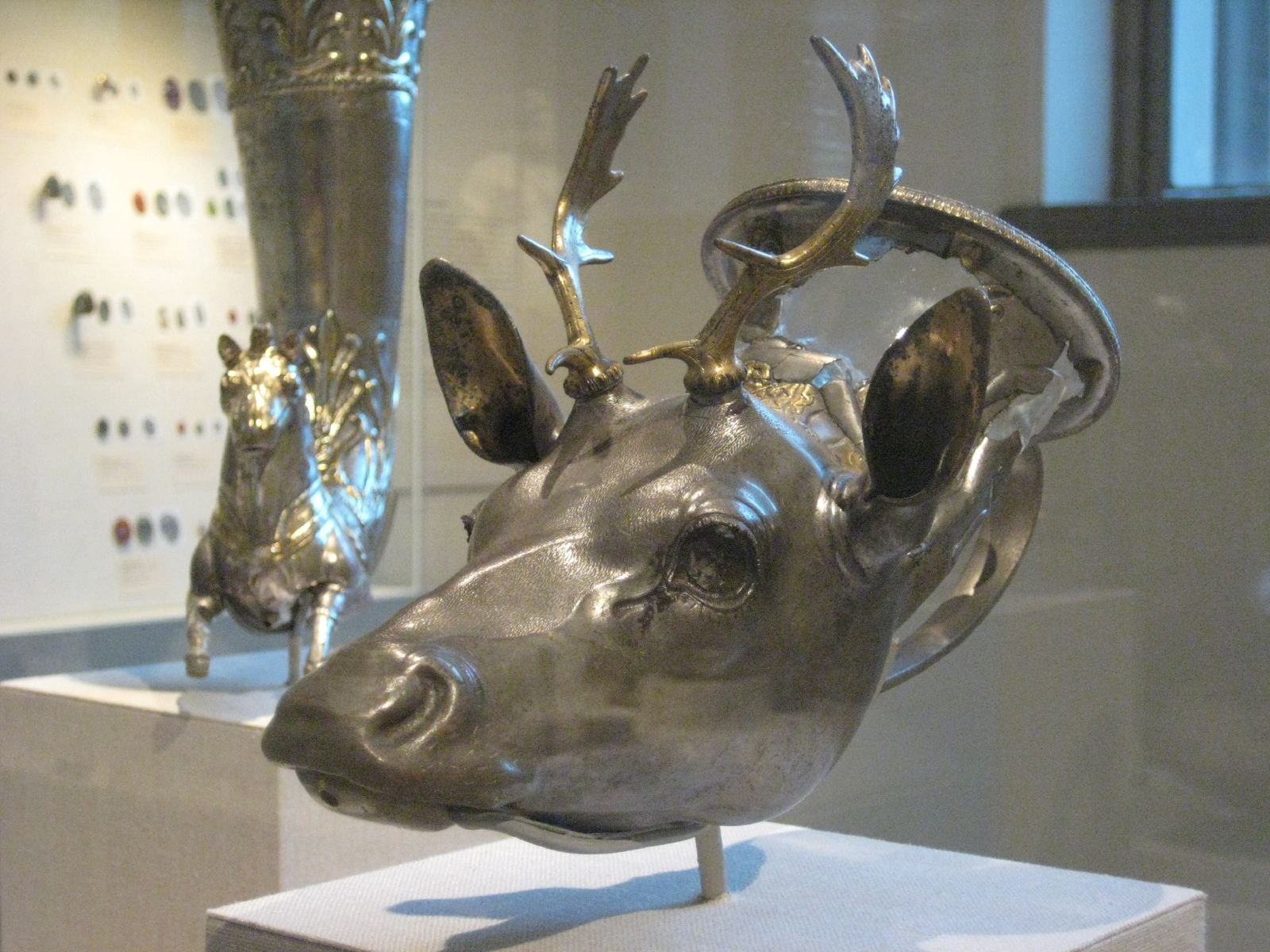
Vas de argint aurit în forma unui cap de cerb (sec. al IV-lea î.Ch.)
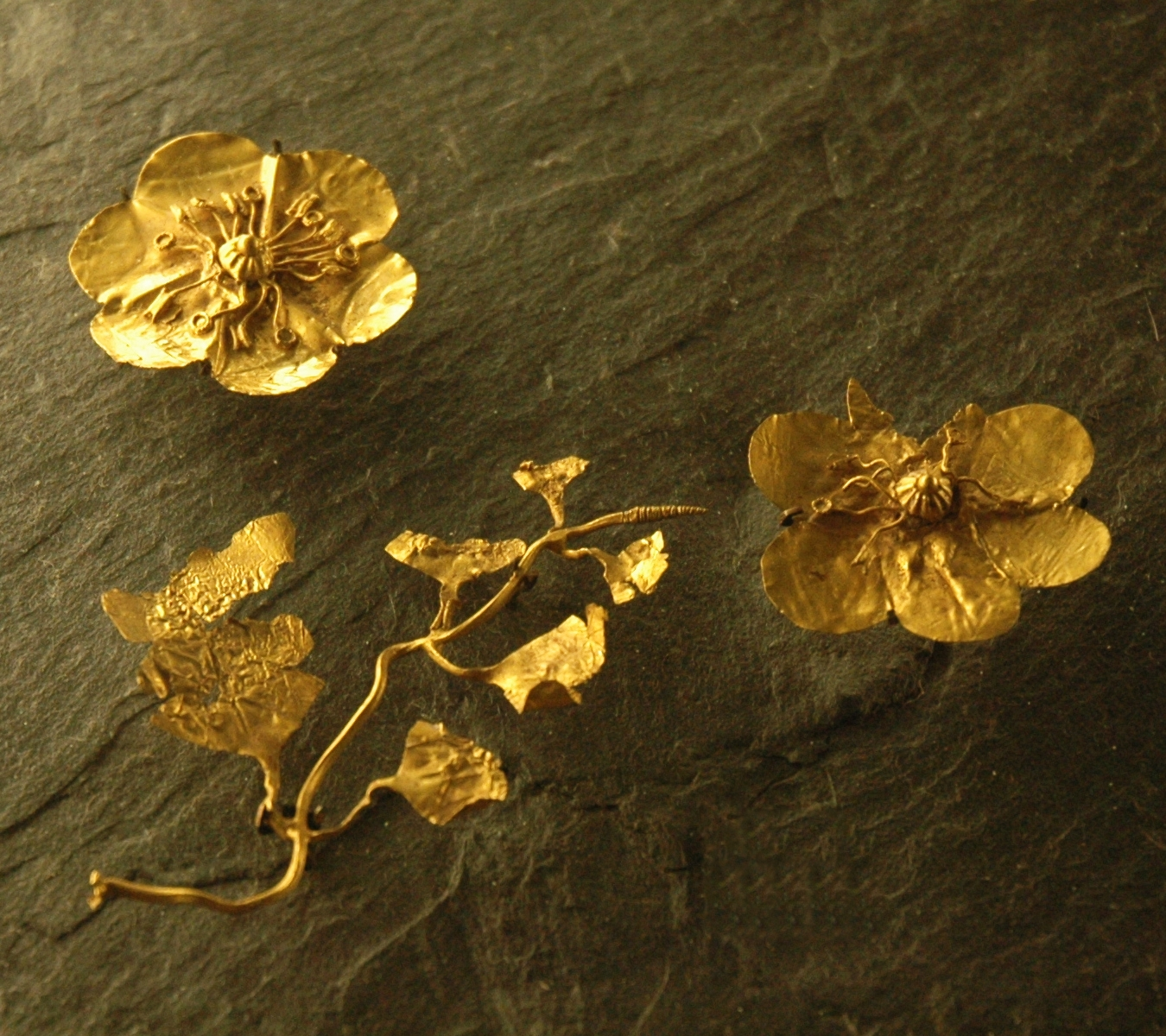
Elemente ale unei diademe funerare (sec. al III-lea î.Ch.)
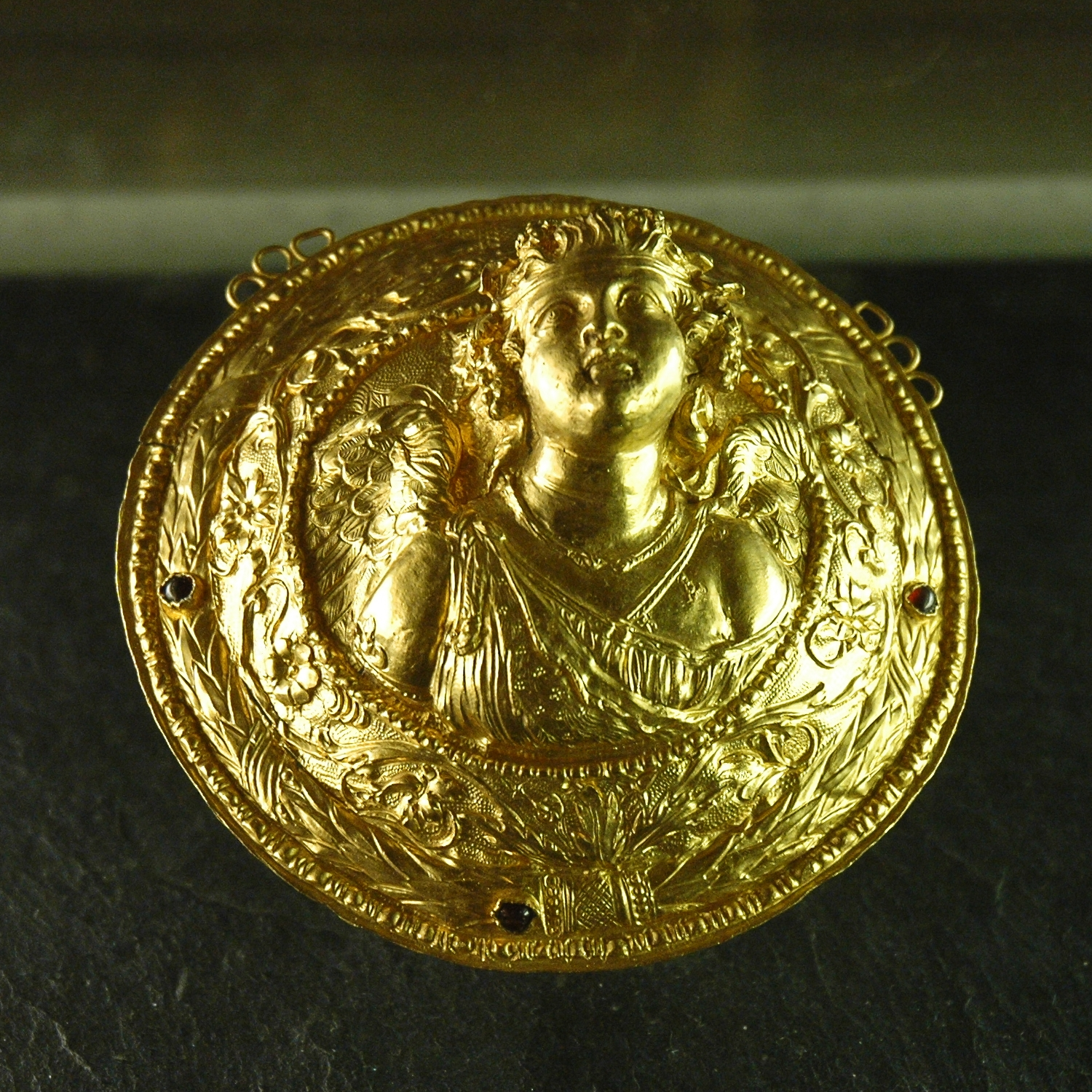
Medalion de bronz reprezentându-l pe Eros (sec. al III-lea î.Ch.)
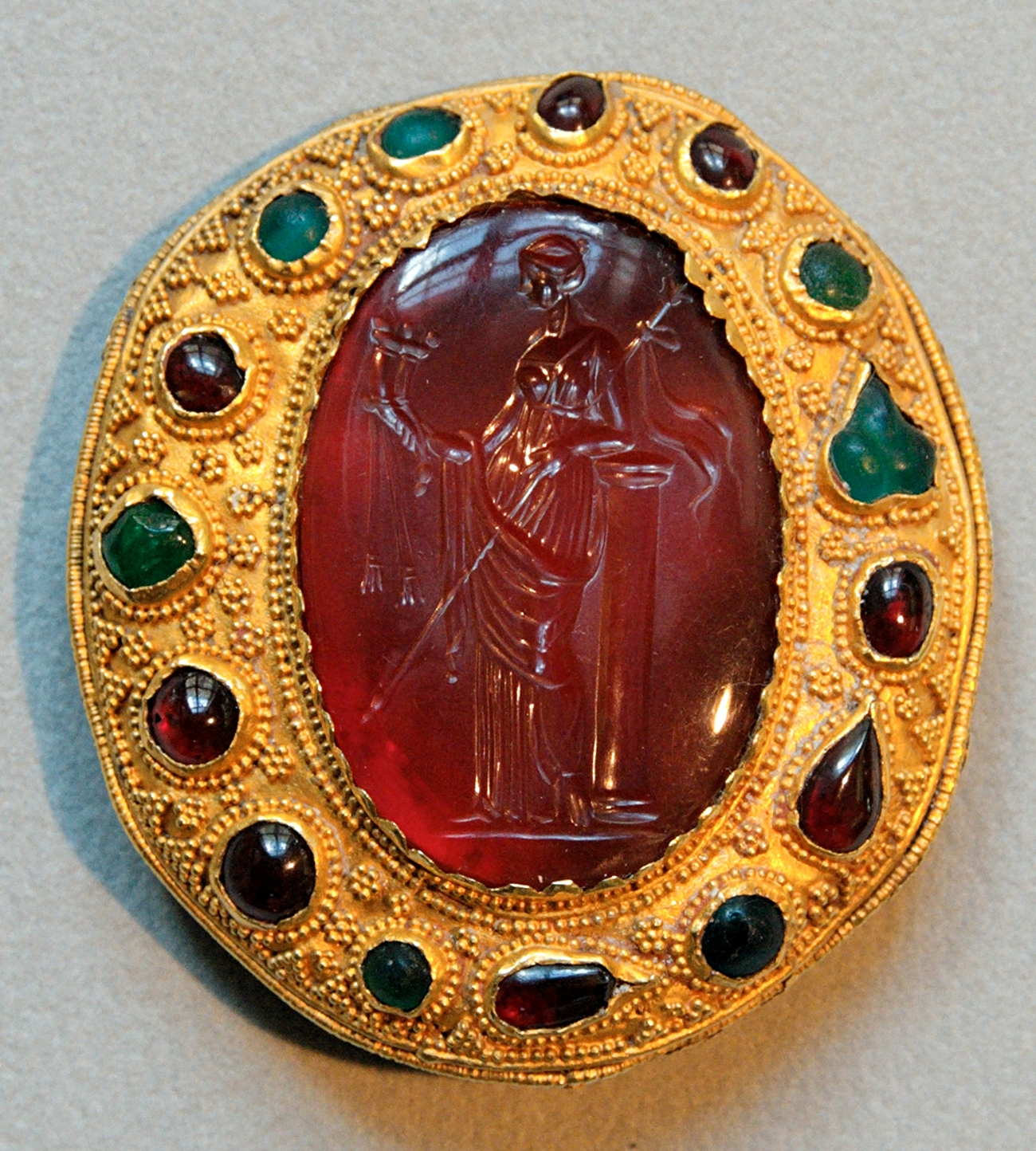
Gemă de agată roşie montată în aur (sec. I î.Ch. )

Evoluția este asemănătoare în arta bijuteriilor. Giuvaergii epocei excelează în arta detaliior și filigranelor, imitându-se frunze de arbori sau spice de grâu. În această epocă apar și încrustațiile cu pietre prețioase.

### Statuete din pământ ars ( teracota )

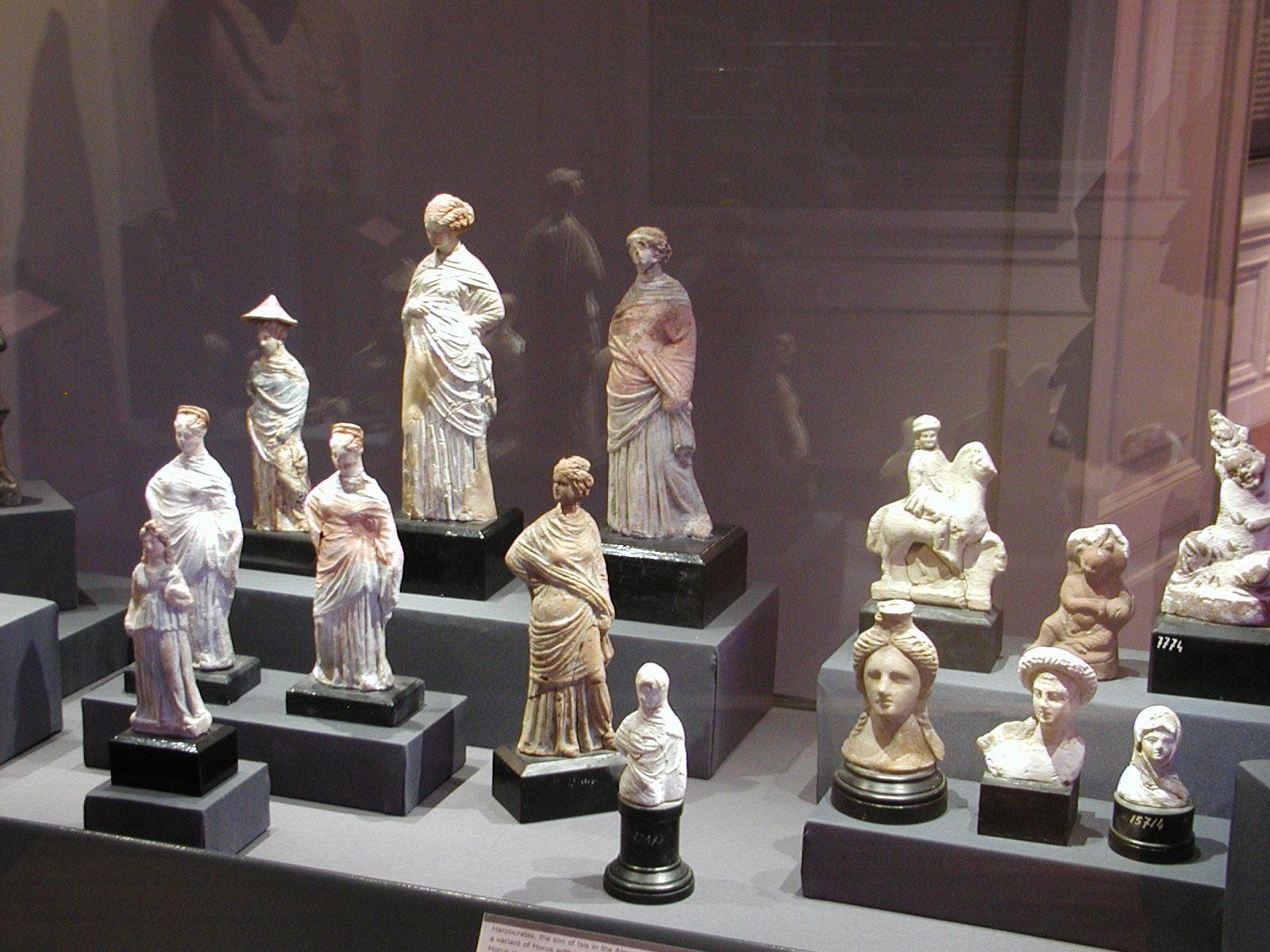
Figuri de Tanagra în Muzeul Naţional de Arheologie, Alexandria

La început destinate folosirii în cadrul ceremoniilor religioase, figurile din pământ ars ("teracotă") realizate în epoca elenistică au un scop decorativ sau de uz funerar. Finețea modelării permite obținerea unor adevărate statui în miniatură. Pictate în culori vii, ele reprezintă de cele mai multe ori femei elegante în scene pline de farmec.
Într-un gen total diferit sunt figurile cu caracter grotesc, reprezentând corpuri diforme, în contrast cu idealul grec clasic de frumusețe. Răspândite mai ales în zona orașului Tarsos din Asia Mică, dar și la Alexandria, ele erau destinate probabil unor scopuri medicale (orașul Smirna era vestit pentru școala sa de medicină) sau poate erau simple caricaturi de amuzament.

#### Figurile de Tanagra
Figurile de Tanagra sunt statuete de teracotă produse în secolele al IV-lea și al III-lea î.Ch. în întregul bazin mediteranian de răsărit. Termenul "Tanagra" provine de la numele orașului micenian Tanagra din Beoția, unde în 1870 - în urma unor săpături arheologice - au fost găsite pentru prima dată sute de asemenea exemplare într-o necropolă antică. Termenul s-a generalizat pentru figuri asemănătoare descoperite și în alte regiuni, în special la Atena, în Anatolia, până în Egipt și Cirenaica. Începând cu secolul al IV-lea î.Ch., aceste stauetete reprezintă în special femei (patriciene sau dansatoare), efebi sau copii, într-o manieră foarte realistă. Figurile erau colorate prin aplicare de argilă de diverse culori. Colecții remarcabile se găsesc la Muzeul Louvre din Paris și în Muzeul greco-roman din Alexandria.